# История морской пехоты в России
История морской пехоты России — процесс создания, существования и реформирования морской пехоты как рода войск в Российской империи, СССР и Российской Федерации. Морска́я пехо́та России (до 1917 года носила название морские солдаты) — род береговых войск Военно-Морского Флота Российской Федерации (ранее — Российского императорского флота и ВМФ СССР), предназначенный и специально подготовленный для ведения боевых действий в морских десантах, а также для обороны военно-морских баз, важных участков побережья и береговых объектов.
Морская пехота появилась в России в 1705 году в ходе Северной войны с Швецией. 27 ноября 2005 года исполнилось 300 лет морской пехоте России.
В её состав в начале XXI века входят органы военного управления, бригады Тихоокеанского, Северного, Балтийского и Черноморского флота, а также два батальона Каспийской флотилии, отдельные роты и подразделения. Руководство осуществляет командующий флотом (флотилией).
За время существования морской пехоты России 113 человек стали героями Советского Союза и полными кавалерами ордена Славы и 22 — героями Российской Федерации.

## История

### Во времена Российской Империи
Войска, следовавшие водою, на судах именовались — Плавная рать. В феврале 1656 года в Смоленском уезде, в верховьях Двины под руководством воеводы Семёна Змеева началась постройка кораблей (судов) плавной рати (армейский флот) из 600 стругов для перевозки войска Руси. К июлю 1656 года строительство флотилии было в основном закончено. Струги имели длину от 8 до 17 саженей (16-35 метров) и могли свободно вмещать по 50 стрельцов, казаков или солдат со всеми припасами. Прочие суда использовались для доставки продовольствия, эвакуации раненых и больных нижних чинов и перевозки полковой и осадной артиллерии.
Создание регулярной морской пехоты в России связано с её борьбой за выход к Азовскому и Балтийскому морям в конце XVII — начале XVIII веков.
Днём рождения морской пехоты России считается 16 (27) ноября 1705 года, когда Указом Петра I был сформирован морской полк. Этот день отмечается как профессиональный праздник — День морской пехоты.
В Русском флоте в 1810 году было впервые введено деление на флотские экипажи четырёхротного состава, одновременно из экипажей были отчислены морские солдаты, обязанности которых были возложены на матросов.

### Морская пехота СССР
К началу Великой Отечественной войны в составе ВМФ СССР имелась одна бригада морской пехоты на Балтийском флоте и 6-я отдельная рота морской пехоты на Пинской военной флотилии. О существовании последней не упоминает практически ни одна публикация по истории морской пехоты, несмотря на то, что бойцы 6 ОРМП активно принимали участие в боях лета 1941 г. вместе с Припятским отрядом речных кораблей ПВФ. С началом войны началось формирование и обучение отрядов, батальонов и бригад. В ходе войны численность морских пехотинцев, принявших участие в сражениях, составила порядка 100 тыс. человек. Военная обстановка потребовала отправку большого количества морской пехоты на сухопутные фронты. В ходе войны пехотинцы проявили себя в обороне Москвы, Ленинграда, Одессы, Севастополя, Мурманска, Сталинграда, Новороссийска, Керчи. За боевые заслуги 5 бригад и два батальона морской пехоты преобразованы в гвардейские, 9 бригад и 6 батальонов награждены орденами, многим присвоены почётные наименования. 122 морских пехотинца удостоены звания Героя Советского Союза. Единственная женщина-командир взвода морской пехоты в годы Великой Отечественной войны — гвардии лейтенант Е. Н. Завалий.

### После 1991 года
14 февраля 1992 года состоялось первое заседание Совета министров обороны стран СНГ, по итогам которого Военно-морской флот СССР был переименован в Военно-морской флот ОВС СНГ. Фактически с момента образования ВМФ ОВС СНГ, Балтийский, Северный и Тихоокеанский флота полностью перешли под юрисдикцию Российской Федерации.
С переходом под юрисдикцию 14 февраля 1992 года Российской Федерации флотов бывшего ВМФ СССР (за исключением КЧФ), в их состав также вошли все воинские части и соединения морской пехоты бывшего ВМФ СССР. Исключение составила только 126-я дивизия береговой обороны, переданная в 1989 году на усиление береговых войск Черноморского флота, которая, по мнению историков, также считается соединением морской пехоты.
Раздел Черноморского флота между Украиной и Российской Федерацией начался 3 августа 1992 года выводом флота из состава ВМФ ОВС СНГ и окончательно завершился 28 мая 1997 года. Украине отошло 50 % вооружения и военной техники 810-й бригады МП ЧФ.

## Численность
Численность морской пехоты России сильно колебалась в разные времена.
Во время Северной войны Пётр I создал корпус морской пехоты численностью 18-26 тысяч человек — крупнейшее десантное соединение того времени.
Во время Второй мировой войны численность морской пехоты составляла 150 тысяч человек (по другим данным — 100 тысяч человек).
Оценка численности морской пехоты Российской Федерации на момент образования представляется сложной, поскольку не имеется достоверных данных о численности морской пехоты ВМФ СССР на момент распада СССР в 1991 году, которая практически в полном составе перешла под юрисдикцию ВС РФ.
В зарубежных и в российских источниках приводятся цифры, существенно отличающиеся друг от друга. Связано это в первую очередь с разным подходом в вопросе о том, какие именно формирования следует относить к морской пехоте.
Согласно оценке Международного института стратегических исследований в Лондоне, численность советской морской пехоты достигала 17 тыс. человек.
По мнению российских историков, на указанный исторический период в общую численность непосредственно самих соединений морской пехоты, представленных 55-й дивизией морской пехоты в составе Тихоокеанского флота и по одной бригаде морской пехоты в составе Черноморского флота, Северного флота и Балтийского флота, следует включить 4 резервные дивизии морской пехоты (рдмп — в источнике).
Данные 4 дивизии были переданы в период 1989—1990 годов из состава Сухопутных войск в состав ВМФ СССР для усиления морской пехоты. Первоначально это были мотострелковые дивизии неполного состава от военных округов, имевших выход к морскому побережью, которые при передаче были переименованы в дивизии береговой обороны. В общей численности в ВМФ СССР в составе данных дивизий было передано 16 тыс. человек личного состава. Также, по мнению российских историков, в состав морской пехоты следует включить бригады специального назначения ГРУ, подчинённые командованию флотов.
В связи с указанным усилением, оценка общей численности советской морской пехоты на 1991 год в различных российских источниках колеблется от 26 тыс. до 32 тыс. человек.
В 1990 году численность советской МП составляла 12,6 тысяч человек, из которых 7,6 тысяч человек в европейской части страны, а 5 тысяч человек — в дивизии ТОФ. По другим данным, общая численность советской морской пехоты в мирное время составляла 15 тысяч человек. В случае глобальной войны численность существующих подразделений МП увеличивалась в 2,5-3 раза и формировались дополнительные части.
По состоянию на 2009 год морская пехота России имела в своем составе: четыре бригады морской пехоты (3-я и 155-я на ТОФ, 336-я на БФ, 61-я на СФ и 810-я на ЧФ) и несколько отдельных полков, батальонов и рот. В настоящее время численность российской МП составляет 8 тысяч чел, но мобилизационный компонент полностью упразднен.
На данный момент в составе морской пехоты ВМФ РФ согласно зарубежным источникам числится 35 тыс. человек.
Согласно российским источникам (не подтверждаемым официальными лицами), численность морской пехоты составляет около 12,5 тыс. человек.

## Организационный состав

### Балтийский флот
- 336-я отдельная гвардейская Белостокская орденов Суворова и Александра Невского бригада морской пехоты, в/ч 06017 (Балтийск)[28]

В составе бригады:
- 877-й отдельный батальон морской пехоты (г. Советск)
- 879-й отдельный десантно-штурмовой батальон (г. Балтийск)
- 884-й отдельный батальон морской пехоты (г. Балтийск)
- 1612-й отдельный гаубично-самоходный артиллерийский дивизион (п. Мечниково)
- 1618-й отдельный зенитно-ракетный артиллерийский дивизион (п. Переславское)
- Батальон материального обеспечения
- Разведывательно-десантная рота
- Стрелковая рота снайперов
- Рота связи
- Батарея противотанковых управляемых ракет
- Огнемётная рота
- Рота технического обеспечения
- Медицинская рота
- Комендантский взвод
- Инженерно-десантная рота

### Черноморский флот
- 810-я отдельная гвардейская ордена Жукова бригада морской пехоты имени 60-летия образования СССР, в/ч 13140 (г. Севастополь, бухта Казачья)
- 557-й отдельный батальон морской пехоты
- 542-й отдельный десантно-штурмовой батальон
  - В/Ч № 90989 Балаклава РТБ ЧФ (г. Севастополь)
  - В/Ч № 62047 г. Феодосия-13 (г. Симферополь-32)
- 546-й отдельный гаубичный самоходный артиллерийский дивизион
- 547-й отдельный зенитный ракетно-артиллерийский дивизион
- 538-й отдельный батальон материального обеспечения
- 501-й отдельный батальон морской пехоты, в/ч 80324 (Феодосия)
- Отдельная рота охраны специального назначения морской пехоты (ранее входила в состав 115 КОиОУ,с 2014 г.в составе 369-го ЦОУ ЧФ) г. Севастополь
  - Специальное подразделение Антитеррора Севастопольского гарнизона
- 300-й Отдельный батальон охраны специального назначения «Пиранья» (расформирован до 70-го отдельного взвода охраны и объединён с 369 ЦОУ ЧФ)
- 11-я отдельная береговая ракетно артиллерийская бригада
- 13-й отдельный войсковой полигон
- Инженерно-десантная рота
- Разведывательная десантная рота
- Огнемётная рота
- Рота технического обеспечения
- Рота связи
- Медицинская рота специального назначения
  - приёмо-сортировочный взвод
  - реанимационный взвод
- Батарея противотанковых управляемых ракет
- Рота военной комендатуры
- 382-й отдельный батальон морской пехоты, в/ч 45765 (Темрюк)

### Северный флот
- 61-я отдельная Киркинесская Краснознамённая бригада морской пехоты, в/ч 38643 (Спутник).

В составе бригады:
- 874-й отдельный батальон морской пехоты (на БТР-80)
- 876-й отдельный десантно-штурмовой батальон (матросы ДШБ действуют в трех средах: на суше, на море и воздухе; при высадке десанта бойцы ДШБ идут первым броском; часть батальона десантируется парашютным способом, в тыл обороняющего побережье противника).
- 886-й отдельный разведывательно-десантный батальон (разведка бригады; действует совместно с ДШБ).
- 125-й отдельный танковый батальон (на вооружении танки Т-72 и Т-80)
- 1611-й отдельный самоходный артиллерийский дивизион (самоходно-артиллерийская установка «Гвоздика»)
- 1591-й отдельный самоходный артиллерийский дивизион (установки «НОНА-СВК»; установка на плавающем шасси БТР-80 и БТР-Д, поэтому может оказывать огневую поддержку десанту с первых минут высадки, может вести огонь на плаву).
- 1617-й отдельный зенитный ракетно-артиллерийский дивизион (установки «Шилка», «Тунгуска»; дивизион предназначен для прикрытия от воздушного противника боевых порядков десанта, обороны плацдарма высадки; машины, стоящие на вооружении, неплавающие, поэтому в десанте идут вторым эшелоном, когда большие десантные корабли могут подойти к берегу).
- рота десантно-высадочных средств
- инженерно-десантная рота 180 ОМИБ 36085 (саперы роты призваны обеспечить инженерную разведку места высадки, проделать проходы в минных заграждениях для прохода техники, провести разминирование местности. Саперы морской пехоты высаживаются совместно с бойцами ДШБ)
- рота связи
- огнемётная рота
- рота РХБ защиты
- ремонтная рота
- рота материального обеспечения
- 75-й военно-морской лазарет (в составе мобильное подразделение для действий в боевых порядках десанта)

Отдельные подразделения МП СФ:
- 180-й отдельный морской инженерный батальон
- 1062-я отдельная рота сопровождения воинских грузов
- Отдельная рота охраны и сопровождения военной комендатуры гарнизона Североморск
- 311-я отдельная рота охраны
- Взвод охраны расчета боевого применения (г. Североморск)
- 211-й отдельный батальон охраны (г. Оленегорск-2 РТБ СФ)
- 536-й отдельный береговой ракетно-артиллерийский полк (п. Оленья Губа)
- в/ч 77510 (о. Новая Земля), охрана бывшего ядерного полигона
- 69-й отдельный взвод охраны
- 12-е ГУМО В/Ч 22931 г. Заозерск (Западная Лица). Обеспечение хранения, подготовки и применения спецбоеприпасов
- 12-е ГУМО В/Ч 69273 г. Гаджиево (ЗАТО Александровск)

### Тихоокеанский флот
В 1990 году МП ТОФ составляла 5 тысяч человек (55-я дивизия морской пехоты). Сейчас МП ТОФ насчитывает 1,5 тысячи человек в 155-й бригаде МП и 1,2 тысячи человек в 3-м полку МП (бывшая 40-я мотострелковая бригада — остаток 22-й мотострелковой дивизии: передана морской пехоте 6 августа 2007 года и 1 декабря 2009 года переформирована в полк). 1 июня 2009 году 55-ю дивизию МП ТОФ переформировали в 155-ю бригаду МП ТОФ (ранее были упразднены танковый, артиллерийский и зенитно-ракетный полки). Помимо 155-й бригады, ТОФ имеет ещё один полк МП. 390-й полк морской пехоты, 165-й полк морской пехоты, 921-й артиллерийский полк и 923-й зенитно-ракетный полк бывшей 55-й дивизии морской пехоты расформированы.
- 155-я отдельная гвардейская бригада морской пехоты, в/ч 30926 (Владивосток)[25][33][34]
- 40-я отдельная гвардейская Краснодарско-Харбинская дважды Краснознамённая бригада морской пехоты, в/ч 10103 (Петропавловск-Камчатский)[30][35]

Ранее морская пехота ТОФ была более многочисленна и в её состав входили:
- 59-й отдельный батальон морской пехоты (в составе 155-й бригады)
- 1484-й отдельный батальон связи морской пехоты
- 839-й центр морской пехоты обеспечения командующего войсками и силами на северо-востоке (839-й центр МП ОКВС на СВ) (г. Петропавловск-Камчатский)
- 287-й отдельный гаубично-самоходный артиллерийский дивизион — расформирован
- 106-й полк морской пехоты — расформирован
- 923-й зенитно-ракетный полк морской пехоты — расформирован[32], подразделения распределены в другие части вследствие упрощения состава МП РФ
- Артиллерийский дивизион — расформирован
- Противотанковый дивизион — расформирован
- Отдельный медико-санитарный батальон — расформирован
- 240-й отдельный ремонтно-восстановительный батальон — расформирован
- Отдельный батальон материального обеспечения — расформирован
- 186-й отдельный инженерно-десантный батальон — расформирован
- 165-й Уссурийский казачий полк морской пехоты — сокращён до батальона[32]
- 47-й отдельный десантно-штурмовой батальон — развёрнут из 165-го полка, расформирован, вошёл в состав 155-й ОбрМП
- 390-й полк морской пехоты — расформирован, вошёл в состав 155-й ОбрМП[32][36]
- 84-й отдельный танковый батальон — расформирован
- Батарея управления и артиллерийской разведки
  - В/Ч № 81388 п. Дунай (Шкотово-22) РТБ ТОФ
- 91-я отдельная рота сопровождения воинских грузов
- Комендантская рота
- 263-й отдельный разведывательный батальон — расформирован
- 72-я отдельная береговая ракетная бригада в\ч 15118 МП ТОФ

### Каспийская военная флотилия
1 декабря 2008 года расформирована 77-я отдельная гвардейская бригада морской пехоты Каспийской флотилии, а на Каспии из морской пехоты оставлено два батальона., 22 Ноября 2018 г. сформирован 177-й полк морской пехоты (Каспийск)

### 1643-й отдельный батальон охраны
1643-й отдельный батальон охраны (в/ч № 78328) (г. Москва). Выполнял задачи по охране Главного штаба Военно-Морского флота в Москве с 1938 года по 1 декабря 2011 года. 1 декабря 2011 года расформирован.

### Учебные заведения
Подготовка офицерских кадров для морской пехоты осуществляется в следующих военно-учебных заведениях по следующим специальностям:
- Дальневосточное высшее общевойсковое командное училище (г. Благовещенск) — командир взвода морской пехоты[37];
- Рязанское высшее воздушно-десантное командное училище (г. Рязань) с 2008 года — командир взвода морской пехоты[38];
- Михайловская военная артиллерийская академия (г. Санкт-Петербург ) — командир огневого взвода[39].
- Объединённый учебный центр ВМФ России (филиалы в Санкт-Петербурге, Севастополе, Северодвинске и Владивостоке)[40].

## Воинские звания
В Морской пехоте СССР и РФ все воинские звания — армейские, за исключением рядового состава: матрос и старший матрос.

## Знаки различия

### По принадлежности к ВМФ
- (**) на правый рукав

### По принадлежности к флотам
- (*) на левый рукав
- (*) на левый рукав
- (*) на левый рукав
- (*) на левый рукав

### По принадлежности к морской пехоте
- на правый рукав с нашивками (*)
на левый рукав с нашивками (**)
- на правый рукав с нашивками (*)
на левый рукав с нашивками (**)

### По принадлежности к подразделению
- 61-я отдельная Киркинесская бригада морской пехоты СФ
- 810-я отдельная бригада морской пехоты ЧФ
- 336-я отдельная гвардейская Белостокская бригада морской пехоты БФ
- 1-й центральный флотский экипаж, батальон сопровождения воинских грузов

### Неофициальные нагрудные нашивки военнослужащих морской пехоты России
Изготовляются методом внебюджетного финансирования. Приобретаются военнослужащими за собственные деньги. Нашивки поистине популярны и используются всеми категориями военнослужащих от матроса до командира части.
- с правой стороны груди
- с правой стороны груди

## Галерея
- Советский морской пехотинец у танка ПТ-76 (Севастополь, 1989 год)
- Советские морские пехотинцы с автоматами АКС-74 (Владивосток, 1990 год)
- Российский морской пехотинец на манёврах БАЛТФОР-2003
- Сцепка почтовых марок России, 2005 г. «300 лет Морской пехоте России».

## Комментарии
1. ↑  возможно опечатка, т.к. в других источниках современная бригада МП во Владивостоке имеет номер 155

## Внешние ссылки и литература
- Морская пехота на сайте Минобороны России
- Ассоциация ветеранов морской пехоты «Спутник»
- Независимое военное обозрение. Сокращение и плюс к этому расформирование
- Морская пехота. Состав и дислокация. Часть 1: Часть 2
- Журнал «Морской пехотинец»
- Морская пехота России Архивная копия от 19 февраля 2019 на Wayback Machine
- Морская пехота Балтики
- Три века славных дел
- Абрамов Е. Диверсионные десанты морской пехоты Северного флота в 1941-1944 годах // Диверсанты Второй мировой / ред.-сост. Г.Пернавский. — М.: Яуза, Эксмо, 2008. — С. 175—251. — 352 с. — (Военно-исторический сборник). — 5000 экз. — ISBN 978-5-699-31043-2.
- Абрамов Е. П. Подвиг морской пехоты: «Стой насмерть!». — М.: Яуза, Эксмо, 2013. — 416 с. — (Сталинский спецназ. Морпехи). — 2500 экз. — ISBN 978-5-699-62623-6